# Anna-Lena Grönefeld
Anna-Lena Grönefeld (Nordhorn, Baixa Saxònia, Alemanya Occidental, 4 de juny del 1985) és una extennista professional alemanya que va estar activa entre 2003 i 2019.
Va guanyar un total d'un títol individual i disset en dobles femenins, però on realment va destacar fou en la categoria de dobles mixts, on va guanyar dos títols de Grand Slam de quatre finals disputades: Wimbledon (2009) i Roland Garros (2014) amb Mark Knowles i Jean-Julien Rojer respectivament de parella.
Va destacar en categoria júnior tan individualment com en dobles, guanyant títols de Grand Slam i esdevenint alhora número 1 del rànquing individual i de dobles júnior. El talent demostrat en categories inferiors no va tenir continuïtat en esdevenir professional i posteriorment es va centrar només en dobles.
Va ser entrenada per Rafael Font de Mora a Scottsdale (Arizona) fins al 2006 i des de llavor per un antic tennista alemany dit Dirk Dier (des del torneig WTA a Stuttgart de l'octubre del 2006). Actualment viu i entrena a Saarbrücken.

## Torneigs Grand Slam

### Dobles mixtos: 4 (2−2)
| Resultat   | Núm. | Any  | Torneig       | Parella           | Oponents                         | Marcador          |
| ---------- | ---- | ---- | ------------- | ----------------- | -------------------------------- | ----------------- |
| Guanyadora | 1.   | 2009 | Wimbledon     | Mark Knowles      | Cara Black Leander Paes          | 7−5, 6−3          |
| Guanyadora | 2.   | 2014 | Roland Garros | Jean-Julien Rojer | Julia Görges Nenad Zimonjić      | 4−6, 6−2, [10−7]  |
| Finalista  | 1.   | 2016 | Wimbledon     | Robert Farah      | Heather Watson Henri Kontinen    | 6−7(5), 4−6       |
| Finalista  | 2.   | 2017 | Roland Garros | Robert Farah      | Gabriela Dabrowski Rohan Bopanna | 6−2, 2−6, [10−12] |

## Palmarès: 20 (1−17−2)

### Individual: 4 (1−3)
| Llegenda                     |
| ---------------------------- |
| Grand Slam (0−0)             |
| WTA Tour Championships (0−0) |
| Tier I (0−0)                 |
| Tier II (0−2)                |
| Tier III (1−0)               |
| Tier IV (0−1)                |
| Tier V (0−0)                 |

| Títols per superfície |
| --------------------- |
| Dura (0−3)            |
| Gespa (0−0)           |
| Terra batuda (1−0)    |

| Resultat   | Núm. | Data                  | Torneig                        | Superfície   | Oponent           | Marcador      |
| ---------- | ---- | --------------------- | ------------------------------ | ------------ | ----------------- | ------------- |
| Finalista  | 1.   | 31 de gener de 2005   | Pattaya, Tailàndia             | Dura         | Conchita Martínez | 3−6, 6−3, 3−6 |
| Finalista  | 2.   | 5 de setembre de 2005 | Pequín, Xina                   | Dura         | Maria Kirilenko   | 3−6, 4−6      |
| Finalista  | 3.   | 2 d'octubre de 2005   | Ciutat de Luxemburg, Luxemburg | Dura         | Kim Clijsters     | 2−6, 4−6      |
| Guanyadora | 1.   | 5 de març de 2006     | Acapulco, Mèxic                | Terra batuda | Flavia Pennetta   | 6−1, 4−6, 6−2 |

### Dobles: 44 (17−27)
| Abans de 2009                | Després de 2009         |
| ---------------------------- | ----------------------- |
| Grand Slam (0−0)             |                         |
| WTA Tour Championships (0−0) |                         |
| Tier I (1−2)                 | Premier Mandatory (0−0) |
| Tier II (3−3)                | Premier 5 (0−7)         |
| Tier III (3−1)               | Premier (4−5)           |
| Tier IV i V (1−2)            | International (5−7)     |

| Títols per superfície |
| --------------------- |
| Dura (12−22)          |
| Gespa (0−1)           |
| Terra batuda (5−4)    |

| Resultat   | Núm. | Data                   | Torneig                        | Superfície       | Parella              | Oponents                               | Marcador            |
| ---------- | ---- | ---------------------- | ------------------------------ | ---------------- | -------------------- | -------------------------------------- | ------------------- |
| Finalista  | 1.   | 8 d'agost de 2004      | Estocolm, Suècia               | Dura             | Emmanuelle Gagliardi | Alicia Molik Barbara Schett            | 3−6, 3−6            |
| Finalista  | 2.   | 15 d'agost de 2004     | Vancouver, Canadà              | Dura             | Els Callens          | Bethanie Mattek-Sands Abigail Spears   | 3−6, 3−6            |
| Finalista  | 3.   | 22 d'agost de 2004     | Cincinnati, Estats Units       | Dura             | Emmanuelle Gagliardi | Marlene Weingärtner Jill Craybas       | 5−7, 6−7(2)         |
| Finalista  | 4.   | 10 d'octubre de 2004   | Filderstadt, Alemanya          | Dura (i)         | Julia Schruff        | Cara Black Rennae Stubbs               | 3−6, 2−6            |
| Guanyadora | 1.   | 6 de febrer de 2005    | Pattaya, Tailàndia             | Dura             | Marion Bartoli       | Marta Domachowska Silvija Talaja       | 6−3, 6−2            |
| Guanyadora | 2.   | 15 d'agost de 2005     | Toronto, Canadà                | Dura             | Martina Navrátilová  | Conchita Martínez V. Ruano Pascual     | 5−7, 6−3, 6−4       |
| Guanyadora | 3.   | 13 de setembre de 2005 | Bali, Indonèsia                | Dura             | Meghann Shaughnessy  | Yan Zi Zheng Jie                       | 6−3, 6−3            |
| Guanyadora | 4.   | 31 de juny de 2006     | Acapulco, Mèxic                | Terra batuda     | Meghann Shaughnessy  | Shinobu Asagoe Émilie Loit             | 6−1, 6−3            |
| Guanyadora | 5.   | 30 de juliol de 2006   | Stanford, Estats Units         | Dura             | Shahar Pe'er         | Maria Elena Camerin Gisela Dulko       | 6−1, 6−4            |
| Finalista  | 5.   | 9 d'agost de 2006      | San Diego, Estats Units        | Dura             | Meghann Shaughnessy  | Cara Black Rennae Stubbs               | 2−6, 2−6            |
| Finalista  | 6.   | 15 d'agost de 2006     | Mont-real                      | Dura             | Cara Black           | Martina Navrátilová Nàdia Petrova      | 1−6, 2−6            |
| Finalista  | 7.   | 1 d'octubre de 2006    | Ciutat de Luxemburg, Luxemburg | Dura (i)         | Liezel Huber         | Francesca Schiavone Květa Peschke      | 6−2, 4−6, 1−6       |
| Guanyadora | 6.   | 8 de gener de 2007     | Sydney, Austràlia              | Dura             | Meghann Shaughnessy  | Marion Bartoli Meilen Tu               | 6−3, 3−6, 7−6(2)    |
| Guanyadora | 7.   | 5 d'octubre de 2008    | Stuttgart, Alemanya            | Dura (i)         | Patty Schnyder       | Květa Peschke Rennae Stubbs            | 6−2, 6−4            |
| Finalista  | 8.   | 19 d'octubre de 2008   | Zuric, Suïssa                  | Dura (i)         | Patty Schnyder       | Cara Black Liezel Huber                | 1−6, 6−7(3)         |
| Guanyadora | 8.   | 2 de novembre de 2008  | Ciutat del Quebec, Canadà      | Dura (i)         | Vania King           | Jill Craybas Tamarine Tanasugarn       | 7−6(3), 6−4         |
| Guanyadora | 9.   | 11 de gener de 2009    | Brisbane, Austràlia            | Dura             | Vania King           | Klaudia Jans Alicja Rosolska           | 3−6, 7−5, [10−5]    |
| Guanyadora | 10.  | 18 d'octubre de 2009   | Linz, Àustria                  | Dura (i)         | Katarina Srebotnik   | Klaudia Jans Alicja Rosolska           | 6−1, 6−4            |
| Finalista  | 9.   | 7 de març de 2010      | Monterrey, Mèxic               | Dura             | Vania King           | Iveta Benešová B. Záhlavová-Strýcová   | 6−3, 4−6, [8−10]    |
| Guanyadora | 11.  | 2 d'agost de 2010      | Copenhaguen, Dinamarca         | Dura (i)         | Julia Görges         | Vitalia Diatchenko Tatsiana Putxak     | 6−4, 6−4            |
| Finalista  | 10.  | 6 de març de 2011      | Monterrey (2)                  | Dura             | Vania King           | Iveta Benešová B. Záhlavová-Strýcová   | 7−6(8), 2−6, [6−10] |
| Finalista  | 11.  | 16 d'octubre de 2011   | Linz                           | Dura (i)         | Julia Görges         | Marina Erakovic Ielena Vesninà         | 5−7, 1−6            |
| Finalista  | 12.  | 2 de febrer de 2012    | París, França                  | Dura (i)         | Petra Martić         | Liezel Huber Lisa Raymond              | 6−7(3), 1−6         |
| Finalista  | 13.  | 29 d'abril de 2012     | Stuttgart                      | Terra batuda     | Julia Görges         | Iveta Benešová B. Záhlavová-Strýcová   | 4−6, 5−7            |
| Finalista  | 14.  | 17 de juny de 2012     | Bad Gastein, Àustria           | Terra batuda     | Petra Martić         | Jill Craybas Julia Görges              | 7−6(4), 4−6, [9−11] |
| Finalista  | 15.  | 30 de setembre de 2012 | Tòquio, Japó                   | Dura             | Květa Peschke        | Raquel Kops-Jones Abigail Spears       | 1−6, 4−6            |
| Guanyadora | 12.  | 14 d'octubre de 2012   | Linz (2)                       | Dura (i)         | Květa Peschke        | Julia Görges B. Záhlavová-Strýcová     | 6−3, 6−4            |
| Finalista  | 16.  | 5 de gener de 2013     | Brisbane                       | Dura             | Květa Peschke        | Bethanie Mattek-Sands Sania Mirza      | 6−4, 4−6, [7−10]    |
| Guanyadora | 13.  | 5 de gener de 2013     | Brussel·les, Bèlgica           | Terra batuda     | Květa Peschke        | Gabriela Dabrowski Shahar Pe'er        | 6−0, 6−3            |
| Finalista  | 17.  | 15 de juny de 2013     | Nuremberg, Alemanya            | Terra batuda     | Květa Peschke        | Raluca Olaru Valeria Solovyeva         | 6−2, 6−7(3), [9−11] |
| Finalista  | 18.  | 11 d'agost de 2013     | Toronto (2)                    | Dura             | Květa Peschke        | Jelena Janković Katarina Srebotnik     | 7−5, 2−6, [6−10]    |
| Finalista  | 19.  | 18 d'agost de 2013     | Cincinnati (2)                 | Dura             | Květa Peschke        | Hsieh Su-wei Peng Shuai                | 6−2, 3−6, [10−12]   |
| Guanyadora | 14.  | 2 de febrer de 2014    | París                          | Dura (i)         | Květa Peschke        | Tímea Babos Kristina Mladenovic        | 6−7(7), 6−4, [10−5] |
| Finalista  | 20.  | 16 d'octubre de 2016   | Linz (2)                       | Dura (i)         | Květa Peschke        | Kiki Bertens Johanna Larsson           | 6−4, 2−6, [7−10]    |
| Guanyadora | 15.  | 6 de maig de 2017      | Praga, República Txeca         | Terra batuda     | Květa Peschke        | Lucie Hradecká Kateřina Siniaková      | 6−4, 7−6(3)         |
| Finalista  | 21.  | 13 d'agost de 2017     | Toronto (3)                    | Dura             | Květa Peschke        | Iekaterina Makàrova Ielena Vesninà     | 0−6, 4−6            |
| Guanyadora | 16.  | 29 d'abril de 2018     | Stuttgart (2)                  | Terra batuda (i) | Raquel Atawo         | Nicole Melichar Květa Peschke          | 6−4, 6−7(5), [10−5] |
| Finalista  | 22.  | 14 d'octubre de 2018   | Linz (3)                       | Dura (i)         | Raquel Atawo         | Kirsten Flipkens Johanna Larsson       | 6−4, 4−6, [5−10]    |
| Finalista  | 23.  | 16 de febrer de 2019   | Doha, Qatar                    | Dura             | Demi Schuurs         | Chan Hao-ching Latisha Chan            | 1−6, 6−3, [6−10]    |
| Guanyadora | 17.  | 7 d'abril de 2019      | Charleston, Estats Units       | Terra batuda     | Alicja Rosolska      | Irina Khromacheva Veronika Kudermétova | 7−6(7), 6−2         |
| Finalista  | 24.  | 19 de maig de 2019     | Roma, Itàlia                   | Terra batuda     | Demi Schuurs         | Viktória Azàrenka Ashleigh Barty       | 6−4, 0−6, [3−10]    |
| Finalista  | 25.  | 23 de juny de 2019     | Birmingham, Regne Unit         | Gespa            | Demi Schuurs         | Hsieh Su-wei Barbora Strýcová          | 4−6, 7−6(4), [8−10] |
| Finalista  | 26.  | 11 d'agost de 2019     | Toronto (4)                    | Dura             | Demi Schuurs         | Barbora Krejčíková Kateřina Siniaková  | 5−7, 0−6            |
| Finalista  | 27.  | 18 d'agost de 2019     | Cincinnati (3)                 | Dura             | Demi Schuurs         | Lucie Hradecká Andreja Klepač          | 4−6, 1−6            |

### Dobles mixts: 4 (2−2)
| Resultat   | Núm. | Data                 | Torneig               | Superfície   | Parella           | Oponents en la final             | Marcador          |
| ---------- | ---- | -------------------- | --------------------- | ------------ | ----------------- | -------------------------------- | ----------------- |
| Guanyadora | 1.   | 5 de juliol de 2009  | Wimbledon, Regne Unit | Gespa        | Mark Knowles      | Cara Black Leander Paes          | 7−5, 6−3          |
| Guanyadora | 2.   | 5 de juny de 2014    | Roland Garros, França | Terra batuda | Jean-Julien Rojer | Julia Görges Nenad Zimonjić      | 4−6, 6−2, [10−7]  |
| Finalista  | 1.   | 10 de juliol de 2016 | Wimbledon             | Gespa        | Robert Farah      | Heather Watson Henri Kontinen    | 6−7(5), 4−6       |
| Finalista  | 2.   | 11 de juny de 2017   | Roland Garros         | Terra batuda | Robert Farah      | Gabriela Dabrowski Rohan Bopanna | 6−2, 2−6, [10−12] |

### Títols individuals ITF (11)
| Núm. | Data                    | Torneig                    | Superfície   | Oponent                | Marcador      |
| ---- | ----------------------- | -------------------------- | ------------ | ---------------------- | ------------- |
| 1.   | 4 d'agost del 2002      | Saulgau, Alemanya          | Terra batuda | Ivana Zupa             | 6–3, 6–4      |
| 2.   | 26 de gener del 2003    | Hull, Regne Unit           | Dura (i)     | Tessy Van de Ven       | 7–6, 6–3      |
| 3.   | 15 de juny del 2003     | Hamilton, Canadà           | Terra batuda | Beier Ko               | 6–3, 6–3      |
| 4.   | 13 de juliol del 2003   | Vancouver, Canadà          | Dura         | Vilmarie Castellvi     | 6–2, 6–4      |
| 5.   | 20 de juliol del 2003   | Oyster Bay, Nova York, EUA | Dura         | Bethanie Mattek        | 6–3, 6–0      |
| 6.   | 1 d'agost del 2004      | Mòdena, Itàlia             | Terra batuda | Selima Sfar            | 6–2, 6–4      |
| 7.   | 12 de setembre del 2004 | Denain, França             | Terra batuda | Dally Randriantefy     | 6–3, 6–2      |
| 8.   | 15 de juny del 2008     | Zlín, República Txeca      | Terra batuda | Jelena Kostanić Tošić  | 6–3, 4–6, 6–1 |
| 9.   | 22 de juny del 2008     | Alkmaar, Països Baixos     | Terra batuda | Marlot Meddens         | 6–1, 6–1      |
| 10.  | 29 de juny del 2008     | Périgueux, França          | Terra batuda | Florence Haring        | 6–3, 6–3      |
| 11.  | 3 d'agost del 2008      | Rímini, Itàlia             | Terra batuda | Lourdes Domínguez Lino | 6–1, 6–2      |

## Trajectòria

### Individual
| Torneig | 2003 | 2004 | 2005 | 2006 | 2007 | 2008 | 2009 | 2010 | 2011 | Títols    | V − D     |
| --- | ---- | ---- | ---- | ---- | ---- | ---- | ---- | ---- | ---- | --------- | --------- |
| Open d'Austràlia | A    | Q3   | 3R   | 2R   | 2R   | A    | 1R   | 1R   | Q2   | 0 / 5     | 4 – 5     |
| Roland Garros | A    | 2R   | 3R   | QF   | 1R   | A    | 2R   | A    | A    | 0 / 5     | 8 – 5     |
| Wimbledon | A    | 1R   | 1R   | 1R   | 1R   | A    | 1R   | 1R   | Q1   | 0 / 6     | 0 – 6     |
| US Open | Q2   | 1R   | 3R   | 1R   | A    | 4R   | 1R   | Q2   | Q1   | 0 / 5     | 5 – 5     |
| Rànquing a final d'any | 120  | 75   | 21   | 19   | 205  | 77   | 67   | 169  | 263  | 287 – 205 | 287 – 205 |
| Llegenda: G: Guanyadora; F: Finalista; SF: Semifinalista; QF: Quarts de final; Q: Qualificació; A: Absent; RR: Round Robin |      |      |      |      |      |      |      |      |      |           |           |

### Dobles femenins
| Torneig | 2003 | 2004  | 2005        | 2006        | 2007        | 2008 | 2009        | 2010        | 2011        | 2012  | 2013        | 2014        | 2015        | 2016  | 2017        | 2018        | 2019        | Títols  | V − D   |
| --- | ---- | ----- | ----------- | ----------- | ----------- | ---- | ----------- | ----------- | ----------- | ----- | ----------- | ----------- | ----------- | ----- | ----------- | ----------- | ----------- | ------- | ------- |
| Open d'Austràlia | A    | A     | 3R          | SF          | QF          | A    | QF          | 2R          | 3R          | 1R    | 2R          | 2R          | SF          | QF    | 3R          | 3R          | 1R          | 0 / 14  | 27–14   |
| Roland Garros | A    | A     | 3R          | 2R          | 1R          | A    | QF          | A           | 2R          | 2R    | 2R          | 1R          | 2R          | 1R    | 1R          | 2R          | 2R          | 0 / 13  | 12–13   |
| Wimbledon | A    | A     | SF          | QF          | 2R          | A    | QF          | A           | 2R          | 3R    | SF          | QF          | 3R          | QF    | SF          | 3R          | QF          | 0 / 13  | 34–13   |
| US Open | A    | 2R    | SF          | 2R          | A           | 3R   | 3R          | 3R          | 2R          | 1R    | 3R          | 1R          | SF          | 1R    | 1R          | 3R          | 2R          | 0 / 15  | 22–15   |
| Jocs Olímpics | NC   | A     | No celebrat | No celebrat | No celebrat | A    | No celebrat | No celebrat | No celebrat | 2R    | No celebrat | No celebrat | No celebrat | 1R    | No celebrat | No celebrat | No celebrat | 0 / 2   | 1–2     |
| WTA Finals | A    | A     | A           | A           | A           | A    | A           | A           | A           | A     | A           | A           | A           | A     | QF          | A           | SF          | 0 / 2   | 2–3     |
| Total Victòries–Derrotes                                                                                                   | 1–4  | 19–10 | 37–16       | 39–20       | 13–13       | 14–6 | 24–20       | 15–10       | 15–11       | 31–19 | 36–20       | 21–22       | 23–23       | 24–26 | 29–22       | 23–23       | 36–22       | 400–287 | 400–287 |
| Rànquing a final d'any | 264  | 47    | 11          | 11          | 52          | 56   | 25          | 56          | 53          | 18    | 15          | 36          | 22          | 28    | 21          | 26          | 11          |         |         |
| Llegenda: G: Guanyadora; F: Finalista; SF: Semifinalista; QF: Quarts de final; Q: Qualificació; A: Absent; RR: Round Robin |      |       |             |             |             |      |             |             |             |       |             |             |             |       |             |             |             |         |         |

### Dobles mixts
| Open d'Austràlia | A  | QF | 1R | A | 1R | 2R | A | A  | A  | 2R | 1R | 2R | 1R | 1R | QF | 0 / 10 | 7–10  |
| Roland Garros | 1R | A  | A  | A | SF | A  | A | 2R | 2R | G  | 2R | 1R | F  | SF | 2R | 1 / 10 | 19–9  |
| Wimbledon | 3R | QF | 1R | A | G  | A  | A | 3R | 3R | A  | 2R | F  | 2R | 2R | A  | 1 / 10 | 13–9  |
| US Open | 2R | QF | A  | A | 2R | SF | A | A  | 1R | 1R | A  | SF | 1R | 2R | 1R | 0 / 10 | 11–10 |
| Llegenda: G: Guanyadora; F: Finalista; SF: Semifinalista; QF: Quarts de final; Q: Qualificació; A: Absent; RR: Round Robin |    |    |    |   |    |    |   |    |    |    |    |    |    |    |    |        |       |